# Archeriidae
De Archeriidae zijn een familie van embolomeren die leefden in het Perm. Archeria is een bekend geslacht van archeriiden. Ze omvatten vrij grote vormen met een lengte tot twee meter.

## Geslachten
- Archeria
- Cricotus
- Spondylerpeton